# Jan Haarmeyer
Jan Haarmeyer (* 1957 in Hamburg) ist ein deutscher Journalist. Er war stellvertretender Chefredakteur der Hamburger Morgenpost und Ressortleiter des Hamburger Abendblatts. Außerdem betätigt er sich als Liedkomponist und -texter. Haarmeyer ist Erfinder und Initiator einer europäischen Kinderhauptstadt.

## Leben
Jan Haarmeyer machte 1976 das Abitur an der Sankt-Ansgar-Schule in Hamburg. Als Fußballspieler gehörte er Ende der 1970er und in den 1980er Jahren der Mannschaft des Verbandsligisten SC Victoria Hamburg an. In Hamburg studierte er dann bis 1981 Betriebswirtschaftslehre mit dem Abschluss als Diplom-Kaufmann. Ab 1. Februar 1982 arbeitete er für die Hamburger Morgenpost. Vom Volontär (bis 1984) über die Betätigungen als Reporter, Redakteur, Lokalchef und schließlich stellvertretender Chefredakteur gehörte er der Zeitung bis zu seinem Ausscheiden auf eigenen Wunsch zum 31. Dezember 1998 an. Von Mai bis August 1998 war er an der Seite von Hans-Jörn Muder Redaktionsleiter. 1999 wurde Haarmeyer Mitarbeiter des Hamburger Abendblatts. Für die Zeitung war er zunächst bis 2008 als „Ressortleiter Sport“ und ab November 2008 als Autor für alle Ressorts tätig.
Seit 2007 ist er an der Seite von Anna Leenen, Christoph Bungartz, Andreas Engler, Andreas Zeil und Felix Leenen Mitglied der sechsköpfigen Hamburger Band The Cruisers. Neben der Interpretation von Rock-, Pop-, Folk- und Bluesmusik der 1960er Jahre bis heute trägt die Gruppe auch Haarmeyers Eigenkompositionen vor. Ferner komponiert er Kinderlieder (z. B. Flinki, der kleine Inselhüpfer).
Am 24. September 2017 feierte in den Hamburger Kammerspielen das Familienmusical Historicus nach dem gleichnamigen Kinder- und Jugendbuch von Irene Haarmeyer Premiere, für das Jan Haarmeyer die Lieder komponierte und textete.
Im Sommer 2020 gründete Haarmeyer als Teil einer elfköpfigen Gruppe in Hamburg den Förderverein europäische Kinderhauptstadt. Ziel des Vereins ist, die Europäische Union in Anlehnung an die europäische Kulturhauptstadt und die europäische Umwelthauptstadt zu bewegen, jedes Jahr in einer anderen Stadt in Europa eine europäische Kinderhauptstadt einzurichten. Zu den Unterstützern gehören Kirsten Boie und Rolf Zuckowski.

## Ehrungen und Auszeichnungen
- 2009 (2. Platz)[7] Gewinner des Großen VDS-Preises des Verbandes Deutscher Sportjournalisten.
- 2013 Theodor-Wolff-Preis in der Kategorie Lokaljournalismus für den Bericht Im Namen des Volkes, auf Kosten des Kindes, der die Wegnahme eines Pflegekindes von seinen Pflegeeltern darstellt.[8][9][10]
- Nominierung für den Medienpreis der Kindernothilfe (Kategorie Print) für Im Namen des Volkes, auf Kosten des Kindes.[1]
- 2013 Nominierung für den Deutschen Reporterpreis (zusammen mit seinem Abendblatt-Kollegen Volker ter Haseborg) für Akte Hegestraße, in dem der Kampf um einen Altbau in Eppendorf zwischen Mietern und Investoren beschrieben wurde.
- 2014 Journalistenpreis der Deutschen Immobilienwirtschaft (zusammen mit seinen Abendblatt-Kollegen Andreas Dey und Joachim Mischke) für die Dokumentation Wunschkonzert über die Kostenexplosion beim Bau der Elbphilharmonie.
- 2018 Nominierung und Auswahlliste für den Deutschen Lokaljournalistenpreis der Konrad-Adenauer-Stiftung für die Reportage „Der Kampf um David“.